# Adolph Canzler
Adolph Canzler, auch Adolf Canzler, (* 29. September 1818 in Bautzen; † 1. März 1903 in Dresden; vollständiger Name: Carl Adolph Traugott Canzler) war ein deutscher Architekt und Denkmalpfleger, der als Baubeamter im Königreich Sachsen mit einem Schwerpunkt in der damaligen Residenzstadt Dresden wirkte. Er war letzter sächsischer Oberlandbaumeister und trug den Titel eines Geheimen Oberbaurats. Als sein bedeutendstes Werk gilt das Dresdner Albertinum.

## Leben
Adolph Canzler war der Sohn des Königlich Sächsischen Salzverwalters in Bautzen, Adolph Bernhard Christian Canzler, Rittmeister in Lübben (Spreewald) und Torgau (* 15. Januar 1778 in Dresden; † 29. April 1838 in Bautzen) sowie dessen Ehefrau Christiane Sophie Wagner, Tochter des Amtsverwalters des preußischen Kammergutes Packisch an der Elbe (* 21. April 1787 in Packisch; † 10. November 1853 in Bautzen). Er studierte Architektur in Dresden und war Schüler von Gottfried Semper. Im Jahr 1839 trat er als unbesoldeter Beamter in den sächsischen Staatsdienst und wurde später Landbaukondukteur. Ab 1857 war er Dresdner Stadtbaumeister und schon wenige Jahre später Landbaumeister. Zum sächsischen Oberlandbaumeister, also dem landesweit höchsten Baubeamten, stieg Canzler 1879 auf und trat damit die Nachfolge von Karl Moritz Haenel an. Er war der letzte, der diesen Posten bekleidete, und steht am Schlusspunkt einer langen Tradition von Wolf Caspar von Klengel über Johann Friedrich Karcher und Matthäus Daniel Pöppelmann bis hin zu Friedrich August Krubsacius und Christian Friedrich Schuricht.
Den Titel „Geheimer Oberbaurat“ bekam Canzler anlässlich seines 50. Dienstjubiläums 1889 verliehen. Drei Jahre später trat er aus dem Staatsdienst aus. Sein letzter Wohnsitz befand sich im Haus Walpurgisstraße 15 in der Dresdner Seevorstadt. Nach mehr als einem Jahrzehnt im Ruhestand verstarb Canzler 1903 in Dresden und wurde auf dem Trinitatisfriedhof bestattet. Sein Grab ist nicht erhalten.
Verheiratet war er mit Agnes Cäcilie Heinze (* 24. Februar 1829 in Dresden; † 14. Dezember 1890 ebenda). Ihre Tochter Johanna Helene Canzler (* 15. Dezember 1857 in Dresden; † unbekannt) heiratete 1877 den Ingenieur Richard Ulbricht. Ihr Sohn Conrad Canzler (* 14. November 1853 in Dresden; † 11. Januar 1928 ebenda) war ebenfalls Architekt und sächsischer Baubeamter, er wirkte als Landbaumeister in Chemnitz und wurde als Geheimer Oberbau- und Ministerialrat pensioniert.

## Werke

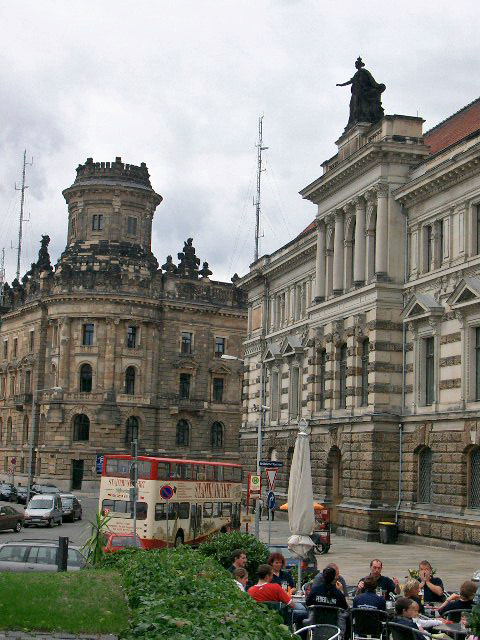
Das Dresdner Albertinum (rechts; li. das Polizeipräsidium) gilt als wichtigstes Werk Canzlers.

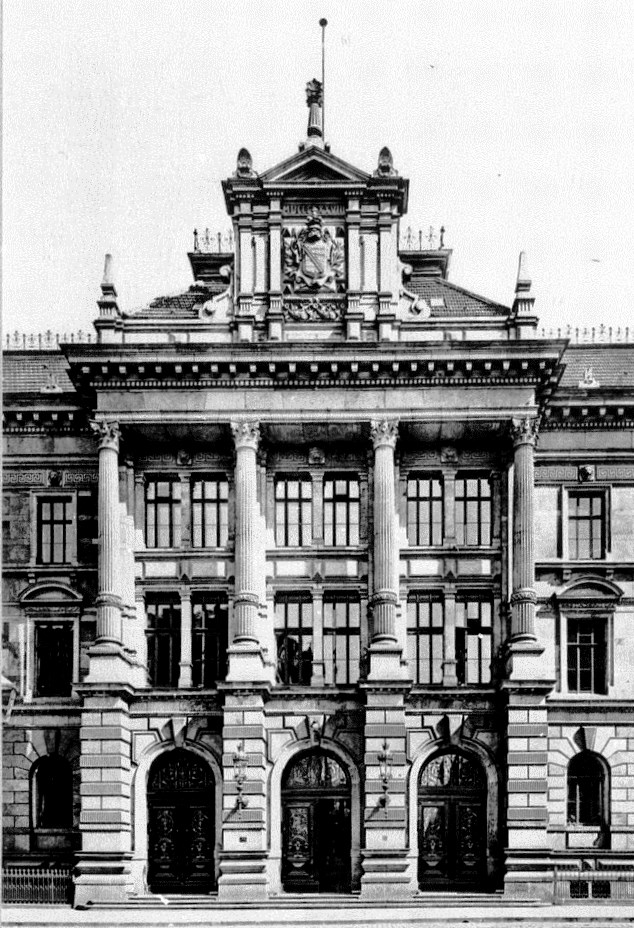
Landgericht, Pillnitzer Straße

In Dresden, aber auch in anderen Teilen Sachsens, schuf Canzler häufig in der Kooperation mit anderen Architekten zahlreiche Bauwerke. Sie blieben nur zum Teil erhalten, da manche den alliierten Bombenangriffen von 1945 zum Opfer fielen oder abgerissen wurden.
Das erste größere Gebäude, das unter seiner Mitwirkung entstand, war der dritte Böhmische Bahnhof in Dresden. Unter der Oberaufsicht des damaligen Oberlandbaumeisters Karl Moritz Haenel entwarf und baute Canzler zwischen 1861 und 1864 ein repräsentatives Empfangsgebäude mit einer 184 Meter lange Hauptfront im Stil der Neorenaissance, angelehnt an den italienischen Renaissancestil seines früheren Lehrers Semper. Der Bahnhof wurde etwa 30 Jahre später wieder abgerissen, um Platz für den heutigen Hauptbahnhof zu schaffen.
Für den am 9. Mai 1861 eröffneten Zoo Dresden steuerte Canzler sämtliche Gebäude bei. Er schuf unter anderem das beheizbare erste Affenhaus, ein Büffelhaus, ein Eulenhaus, den Bärenzwinger und das Raubtierhaus. Die dazugehörigen Außen- und Gartenanlagen stammen von Peter Joseph Lenné. Sämtliche Zoogebäude fielen 1945 den Luftangriffen auf Dresden zum Opfer.
Canzler entwarf 1861 außerdem für den zehn Jahre zuvor angelegten Matthäusfriedhof in der Friedrichstadt die neogotische Parentationshalle, die Kapelle und eine kleine Wohnung für den Totenbettmeister. Auf dem im Mai 1862 eingeweihten St.-Pauli-Friedhof in der Leipziger Vorstadt entstanden ebenfalls eine Kapelle, eine Totenhalle sowie die Anlage des Torwegs nach seinen Plänen.
Als Landbaumeister errichtete er unter anderem die katholische Sankt-Kunigunde-Kirche in Pirna. Das einschiffige, neogotische Bauwerk aus Postaer Sandstein wurde 1865 begonnen und vier Jahre später geweiht. Gemeinsam mit dem Schul- und dem Pfarrhaus, die beide ebenso auf Canzler zurückgehen, bildet es ein geschlossenes Ensemble, das unter Denkmalschutz steht. Außerhalb Dresdens entstanden nach Canzlers Plänen unter anderem das Städtische Gymnasium Bautzen, das Gymnasium Annaberg sowie die Königsbrücker Hauptkirche.
Zu den durch den Zweiten Weltkrieg nicht erhaltenen Bauten Canzlers zählen auch das 1872 bis 1874 ausgeführte Königliche Gymnasium auf dem Gelände des vormaligen Holzhofs an der heutigen Holzhofgasse in der Äußeren Neustadt sowie das Landgerichtsgebäude Pillnitzer Straße in der Pirnaischen Vorstadt. Letzteres wurde 1876 bis 1878 errichtet und beherbergte zeitweise das Landgericht Dresden sowie das Oberlandesgericht Dresden, direkt angeschlossen an das Justizbauwerk war ein Gefangenenhaus an der Mathildenstraße. Diese später unter dem Spitznamen „Mathilde“ berüchtigte Haftanstalt war eine Außenstelle des Gefängnisses am Münchner Platz und wurde ebenfalls von Canzler geplant.
Nachdem 1877 die Albertstadt eingeweiht worden war, zogen auch die in Dresden stationierten Kavallerieeinheiten der Sächsischen Armee um. Deren altes Domizil, der Jägerhof in der Inneren Neustadt, wurde fast vollständig abgerissen. Erhalten blieb nur der Westflügel, dessen Umbau Canzler gemeinsam mit Bernhard Hempel leitete. In dem Gebäude ist seit 1913 das Museum für Sächsische Volkskunst untergebracht.
Im Jahr 1878 trat Canzler neben dem Sächsischen Ingenieur- und Architektenverein sowie dem Dresdner Architektenverein als einer der Herausgeber des neu erschienenen Buchs „Die Bauten, technischen und industriellen Anlagen von Dresden“ auf.
Das Gelände des Holzhofs am Weißeritzmühlgraben in Löbtau wurde nach dessen Schließung 1879 nach Canzlers Plänen bebaut.
Als sein bedeutendster Bau gilt das ab 1884 errichtete Albertinum an der Brühlschen Terrasse in der Inneren Altstadt Dresdens. Dazu verwendete er auch einige Bauteile des Vorgängerbaus, des Dresdner Zeughauses von Caspar Vogt von Wierandt aus der Renaissance-Zeit. Die Bauzeit dauerte drei Jahre. Zu den Nutzern nach der Fertigstellung 1887 gehörten vorübergehend das Hauptstaatsarchiv Dresden sowie bis in die moderne Zeit die Skulpturensammlung, seit 1965 auch die Galerie Neue Meister. Auch bei diesem Gebäude kommt die Sempersche Schule in Form einer Außenfassade, die an die italienische Hochrenaissance angelehnt ist, zum Ausdruck.